# Lecture et Tradition
Lecture et Tradition (in italiano Lettura e Tradizione) è una rivista mensile francese, che si auto-definisce come un "bollettino letterario controrivoluzionario.

## Descrizione
Creata nel 1966 e curata da  Diffusion de la Pensée Française (Diffusione del Pensiero Francese), 
va a completare la rivista di notizie Lectures françaises
(Letture Francesi), 
ripresa da DPF (Edizioni Chiré) una volta che Henry Coston ha cessato la sua attività. 
Dopo una pausa, Lecture et Tradition è tornata il maggio 2011 sotto il nome di Lecture et Tradition Nouvelle série (Lettura e Tradizione Nuova serie).